# Рив, Дана
Да́на Чарльз Рив (англ. Dana Charles Reeve), в девичестве — Морози́ни (англ. Morosini; 17 марта 1961[…], Тинек, Нью-Джерси — 6 марта 2006[…], Манхэттен, Нью-Йорк) — американская актриса

, певица

, писательница, телеведущая, кинопродюсер и активист по правам инвалидов. Вдова актёра Кристофера Рива.

## Ранние годы и семья
Дана Чарльз Морозини родилась 17 марта 1961 года в Тинеке, штат Нью-Джерси, США, в семье кардиолога итальянского происхождения Чарльза Джозефа Морозини-младшего (1934—2018) и редактора Хелен Симпсон Морозини (1933—2005). Она происходила из знатного венецианского рода Морозини. 
Морозини выросла в Гринберге, штат Нью-Йорк, где окончила Среднюю школу Эджмонт в 1979 году. Она с отличием окончила Миддлберийский колледж в Вермонте и вступила в Общество Phi Beta Kappa по английской литературе в 1984 году. В 2004 году она получила почётную докторскую степень в области гуманитарных наук в Миддлберийском колледже.
Морозини провела третий год обучения в Королевской академии драматического искусства в Лондоне. В 1984 году она продолжила дополнительное обучение в аспирантуре по актёрскому мастерству в Калифорнийском институте искусств в Валенсии, штат Калифорния. 
11 апреля 1992 года Морозини вышла замуж за актёра Кристофера Рива. 7 июня 1992 у них родился сын — Уильям Эллиот Рив. 
10 октября 2004 года Кристофер Рив умер от сердечной недостаточности на 53-м году жизни, проведя последние девять лет прикованным к инвалидной коляске и подключённым к аппарату искусственной вентиляции лёгких из-за паралича ниже шеи после падения с лошади во время конного соревнования.
По состоянию на 2020 год, их сын Уилл Рив работает репортёром на «ABC News».

## Болезнь и смерть
В августе 2005 года, через десять месяцев после смерти мужа, Рив объявила, что у неё диагностирован рак лёгких. Она никогда не курила сигареты, но в начале своей карьеры часто пела в барах и вестибюлях отелей, подвергаясь пассивному курению.
В 2005 году Рив получила премию «Мать года» от Американского онкологического общества за её преданность и решимость в воспитании сына после потери мужа. В своих последних публичных выступлениях Рив заявила, что опухоль поддалась терапии и уменьшается. Она появилась в Мэдисон-сквер-гарден 12 января 2006 года и спела песню Кэрол Кинг «Now and Forever» в честь хоккеиста «Нью-Йорк Рейнджерс» Марка Мессье, чей номер был выведен из обращения в тот вечер.
Рив умерла 6 марта 2006 года в Мемориальном онкологическом центре имени Слоуна — Кеттеринга в Нью-Йорке, не дожив 11 дней до своего 45-летия. В ночь её смерти вместо живого исполнения национального гимна в Мэдисон-сквер-гарден перед игрой «Нью-Йорк Рейнджерс» прозвучала запись пения Рив. Её 14-летний сын Уилл жил с соседями, что было ею устроено так, чтобы он мог закончить школу там, где начал, вместо того, чтобы переезжать к родственникам в другое место. Её похоронили на кладбище «Фернклифф» в Хартсдейле, штат Нью-Йорк.

## Фильмография
| Год       |    | Русское название                      | Оригинальное название           | Роль                                                   |
| --------- | -- | ------------------------------------- | ------------------------------- | ------------------------------------------------------ |
| 1983      | ф  | Любящий                               | Loving                          | —                                                      |
| 1990      | тф | Стальные магнолии                     | Steel Magnolias                 | Элиз                                                   |
| 1990—1997 | с  | Закон и порядок                       | Law & Order                     | Камилла / Сьюзан Ташджиан                              |
| 1995      | ф  | Вне подозрений                        | Above Suspicion                 | женщина-детектив                                       |
| 1996      | с  | Истории из жизни: Семьи в кризисе     | Lifestories: Families in Crisis | репортёр                                               |
| 1997      | с  | Федералы                              | Feds                            | Мег Шелби / МакКлур                                    |
| 2000      | с  | Тюрьма Оз                             | Oz                              | Венди Шульц                                            |
| 2001      | с  | Закон и порядок: Преступное намерение | Law & Order: Criminal Intent    | Мелани Грассо                                          |
| 2003      | с  | Свобода: История США                  | Freedom: A History of US        | Луиз Клапп / Кэтрин Бичер / Айда Тарбелл / Агнес Лёбек |
| 2004      | тф | История Брук Эллисон                  | The Brooke Ellison Story        | профессор английского                                  |
| 2006      | мф | Победитель                            | Everyone’s Hero                 | Эмили Ирвин                                            |